# 303265 Littmann
303265 Littmann è un asteroide della fascia principale. Scoperto nel 2004, presenta un'orbita caratterizzata da un semiasse maggiore pari a 2,3022629 UA e da un'eccentricità di 0,0572879, inclinata di 6,74902° rispetto all'eclittica.